# 薩爾加峰

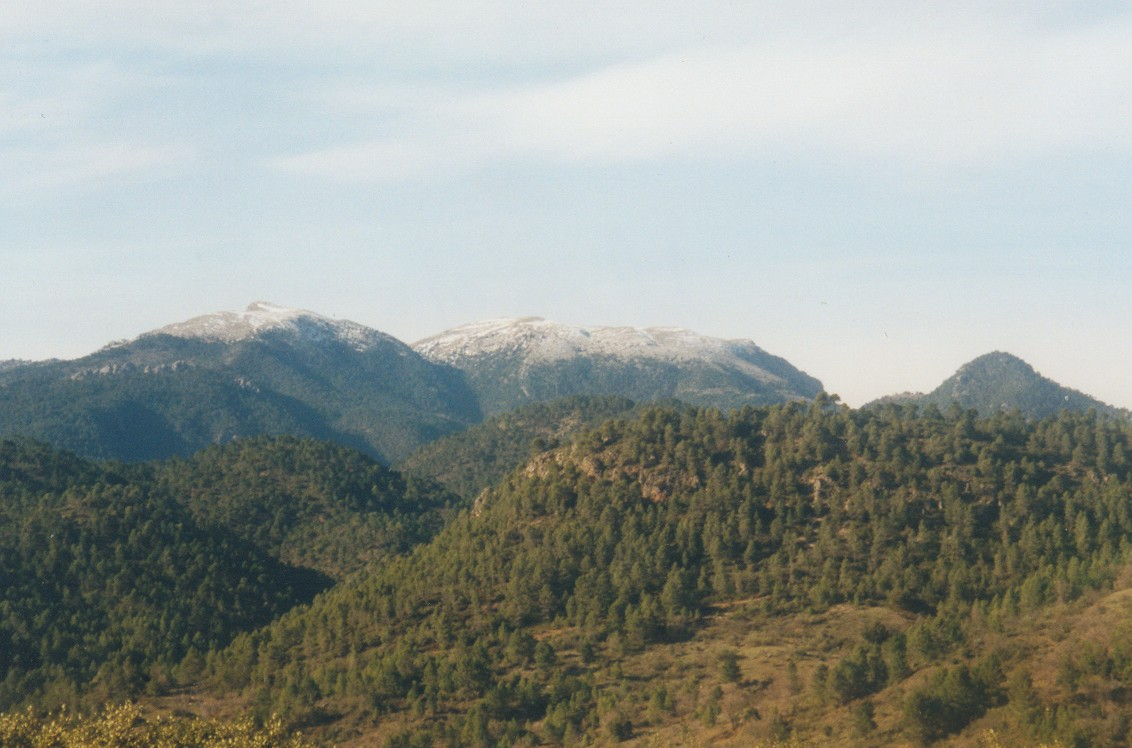

薩爾加峰（西班牙語：Pico de la Sarga），是西班牙的山峰，位於該國東南部阿爾瓦塞特省，屬於普雷貝蒂科山脈中阿爾卡拉斯山脈的一部分，海拔高度1,769米，是該山脈的第二高峰。